# Astragalus radicans
Astragalus radicans là một loài thực vật có hoa trong họ Đậu. Loài này được Hornem. miêu tả khoa học đầu tiên.